# Lost Eden
Lost Eden è un videogioco d'avventura prodotto da Cryo e pubblicato da Virgin Interactive nel marzo 1995 per MS-DOS, Macintosh, 3DO, e CD-i. È ambientato in un mondo in cui umani e dinosauri coesistono.

## Trama
Il videogioco è ambientato in una preistoria alternativa, in cui il protagonista Adam, principe di Mo, è cresciuto in una cittadella fortificata isolata dal resto del mondo, popolata soltanto dagli esseri umani. Nel passato sua madre e sua sorella furono uccise vicino alla Cittadella di Mo dagli sgherri del Tiranno, chiamato Moorkus Rex. 
Da quella tragedia in poi il re di Mo, suo padre, perse la speranza e la fiducia verso il mondo esterno, isolandosi assieme ai suoi sudditi.
Il bisnonno di Adam è ricordato come l'Architetto, poiché costruì mastodontiche cittadelle in tutta la Terra, ma il segreto della loro costruzione morì con lui. Suo nonno invece è ricordato come lo Schiavista: rase al suolo tutte le cittadelle eccetto quella di Mo, provocando così la divisione in fazioni separate di umani e dinosauri, e creando così un clima di sospetto e odio reciproco.
Ora che Adam ha raggiunto la maggiore età, dovrà viaggiare fra i vari continenti e incontrare molte tribù e specie di dinosauri, per poter scoprire il segreto perduto della costruzione delle cittadelle e ripristinare la pace e l'armonia fra tutti gli esseri viventi.